# Zelimkhan Yaqub
Zelimkhan Yagub(en azéri : Zəlimxan Yaqub ; né Yaqubov Zəlimxan Yusif oğlu le 21 janvier 1950 en Géorgie et mort le 9 janvier 2016 à Bakou, est un poète du Peuple de l’Azerbaïdjan.

## Biographie
Zelimkhan Yagub est né en 1950 dans le village de Kapanakchi de la région de Bolnisi en Géorgie. Il est diplômé (1967-1972) de la faculté de bibliothèque de l'Université d'État d'Azerbaïdjan.
De 1973 à 1978, Zelimkhan Yagub travaille dans le système Azerkitab - en tant que vendeur à la librairie Book Passage, puis vendeur principal et chef du département. En 1975-1985, il est rédacteur en chef du département d'agitation, puis chef du département de la société des amateurs de livre d'Azerbaïdjan. Depuis 1994, il était membre de la commission des grâces auprès du président de l'Azerbaïdjan. De 1995 à 2005, Zelimkhan Yagub est député des première et deuxième convocations.

## Carrière de poète
Depuis 1983, il est membre de l'Union des écrivains d'Azerbaïdjan.
De 1987 à 1994 Zelimkhan Yagub est rédacteur en chef du département de poésie, puis chef de département dans la maison d’édition Yazychi.
En 2005, il reçoit le titre honorifique de « Poète du peuple d'Azerbaïdjan ».
Le 29 août 2008, lors du 5e Congrès de l'Union des Ashugs d'Azerbaïdjan, Yagub est élu président de l'organisation.
Le 17 avril 2010 une soirée de gala, consacrée au 60e anniversaire du président de l'Association azerbaïdjanaise Ashug, le poète du peuple Zelimkhan Yagub, se tient au palais Heydar Aliyev.
Zelimkhan Yagub représente la littérature azerbaïdjanaise lors de soirées de poésie dans divers pays. Les œuvres du poète sont traduites dans de nombreuses langues et accueillies avec approbation par les amateurs d'art.
Le 19 décembre 2020, à l’occasion du 70e anniversaire du poète, une présentation solennelle du recueil de poésie Zalimkhan Yagub. Œuvres choisies a lieu au Salon d'Art du siège social de la banque Xalg Bank.

## Récompenses et prix
- 1995 : Prix littéraire du nom de Mammad Araz
- 1995 : Prix nommé d'après Hadji Zeynalabdin Taghiyev
- 2005 : titre honorifique de « Poète du peuple d'Azerbaïdjan »
- 6 juin 2009 : élu docteur honoris causa de l'Académie scientifique internationale pour l'étude du monde turc et prix "Pour service rendu au monde turc".
- janvier 2010 : Ordre de la Gloire, pour ses mérites dans le développement de la littérature azerbaïdjanaise.
- 5 octobre 2012 : diplôme honorifique et médaille de l'Association Azerbaïdjan - New York opérant aux États-Unis
- 7 février 2014 : Prix littéraire international du nom de Nazim Hikmet [4]